# Luhdorf
Luhdorf ist ein Ortsteil von Winsen (Luhe) im Landkreis Harburg in Niedersachsen. Der Ort hat 2294 Einwohner (Stand: 30. Juni 2014).

## Geschichte
Luhdorf wurde erstmals 1158 urkundlich erwähnt. Der alte Ortskern befindet sich direkt an der Luhe.
Bis 1972 war Luhdorf eine eigenständige Gemeinde. Gemeinsam mit anderen umliegenden Dörfern wurde der Ort infolge der Gemeindereform zu Winsen eingemeindet.
Im Jahre 1986 wurde auf einem Bauernhof beim Ausheben eines Kabelgrabens der sogenannte Münzschatz von Luhdorf entdeckt. Dieser besteht aus 159 Silbermünzen aus dem Hanseraum, die zwischen 1365 und 1379 geprägt wurden.

## Politik
Der Ortsvorsteher des Dorfes ist Rolf Gevers.

## Wappen
| Wappen von Luhdorf | Blasonierung: „In Gold (Gelb) zwischen zwei linksschrägen grünen Eichenblättern ein linksschräger blauer Wellenbalken.“                                               |
| Wappen von Luhdorf | Wappenbegründung: Das Luhdorfer Wappen symbolisiert durch die Eichenblätter das durch den alten Eichenbestand geprägte Ortsbild. Der Wellenbalken steht für die Luhe. |

## Infrastruktur

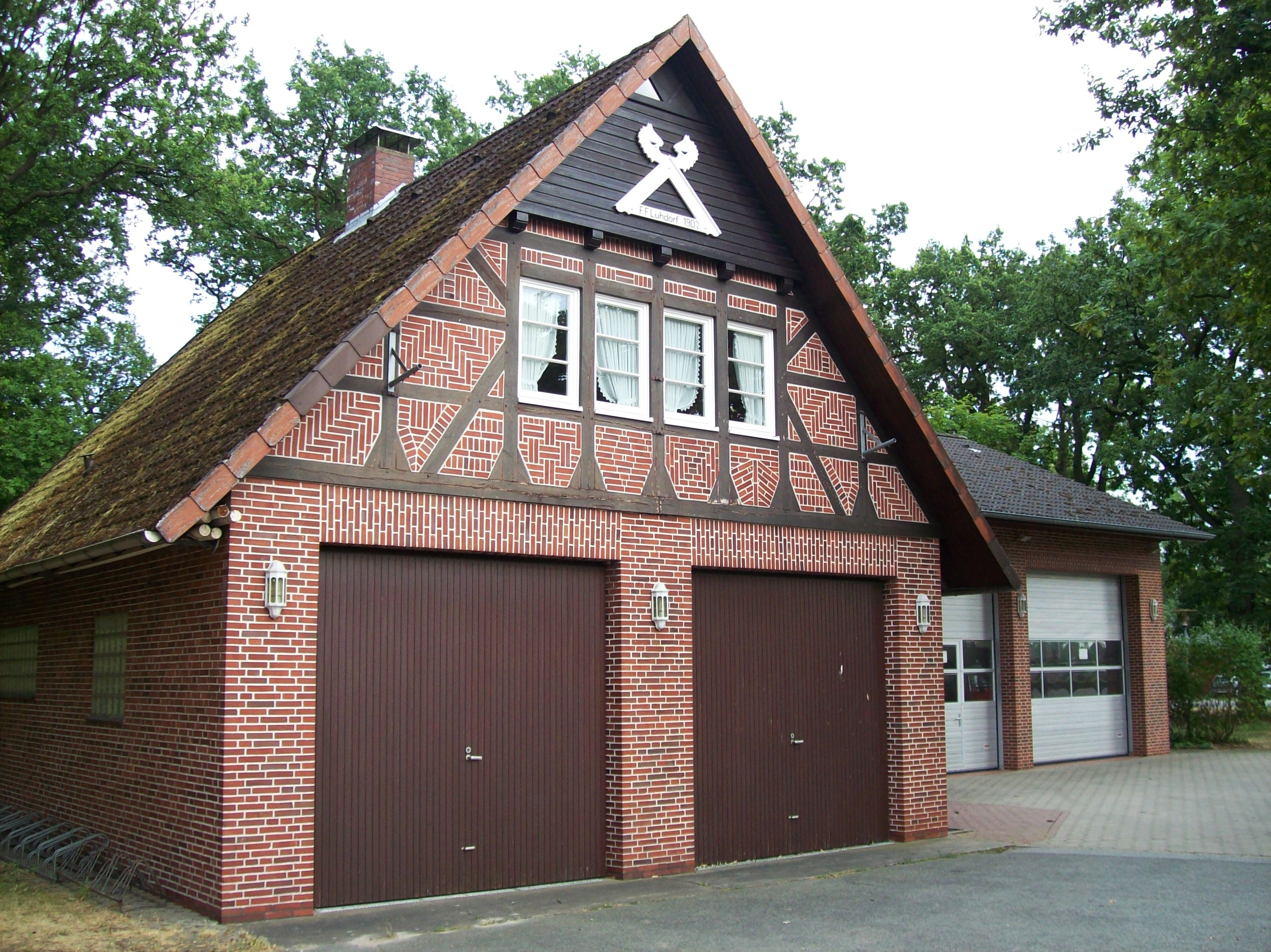
Feuerwehrhaus Luhdorf

In Luhdorf befinden sich eine Grundschule und ein Kindergarten. Die Grundschule ist eine Nebenstelle der Roydorfer Schule am Ilmer Barg.
Die Freiwillige Feuerwehr Luhdorf wurde am 1. April 1902 gegründet. Das Feuerwehrhaus wurde 1969 eröffnet und befindet sich an der Winsener Landstraße. Die Feuerwehr ist unter anderem für den Autobahnabschnitt Winsen-Ost bis Handorf zuständig. Zum 100-jährigen Jubiläum wurde 2002 eine Jugendfeuerwehr gegründet.
Der Sportverein MTV Luhdorf/Roydorf wurde 1910 gegründet und betreibt in Luhdorf eine Sportstätte. Angebotene Sportarten sind beispielsweise Fußball, Badminton, Tischtennis, Gymnastik und Kanusport. Daneben gibt es eine Laien-Theatergruppe.
Luhdorf besitzt einen Schützenverein, die Schützenkameradschaft Luhdorf/Roydorf, die 1925 gegründet wurde.
In der Nähe des Feuerwehrhauses befindet sich ein Ehrenmal für die Opfer beider Weltkriege, südlich von Luhdorf ein Friedhof. Weit im Osten befindet sich das Naturschutzgebiet Rethmoorsee, etwas südlich davon, aber nicht mehr auf Luhdorfer Gebiet, das Naturschutzgebiet Hohes Holz mit Ketzheide und Gewässern.
Im Osten befindet sich ebenfalls die Green Eagle Golf Courses, eine im Jahr 1999 eingeweihte 42-Loch-Golfanlage, die seit 2017 der Austragungsort der European Open ist. Dieser Platz gilt als schwierigster Golfkurs Deutschlands, ist mit seinen 7.057 Meter Länge der längste Platz der European Tour und einer der zehn längsten der Welt.

### Verkehr
Durch Luhdorf verläuft die Landesstraße 234 als Winsener Landstraße. Im Norden verläuft diese nach Roydorf und später nach Winsen, im Süden in Richtung Garstedt. Nördlich von Luhdorf befindet sich die Bundesautobahn 39, die 1991 eröffnet wurde (damals noch als A 250). An der nordöstlich gelegenen Anschlussstelle Winsen-Ost quert diese die Kreisstraße 84 (Osttangente), welche etwas weiter südlich an der Kreisstraße 78 (Luhdorf–Radbruch) endet.
An der Bahnstrecke Winsen–Hützel befindet sich der Bahnhof Luhdorf, welcher aus einem Bahnsteig für den Heide-Express und einem Ladegleis besteht.

### Gewerbe
An der Osttangente befindet sich das Gewerbegebiet Luhdorf. Ansässige Unternehmen sind beispielsweise Takko und DEDON. Auch Amazon ist seit 2017 im Gewerbegebiet ansässig. Das Gelände umfasst ca. 64.000 m² (ca. 9 Fußballfelder). Amazon Winsen ist das erste deutsche Logistikzentrum, das Transportroboter einsetzt. Die Roboter fahren mit einer Geschwindigkeit von rund 5,5 km/h und wiegen ca. 145 Kilogramm.